# El Vergel, Tonalá
El Vergel är en ort i Mexiko.   Den ligger i kommunen Tonalá och delstaten Chiapas, i den sydöstra delen av landet, 700 km sydost om huvudstaden Mexico City. El Vergel ligger 11 meter över havet och antalet invånare är 110.
Terrängen runt El Vergel är platt. Havet är nära El Vergel åt sydväst. Runt El Vergel är det ganska glesbefolkat, med 50 invånare per kvadratkilometer. Närmaste större samhälle är Tonalá, 12,5 km öster om El Vergel. Trakten runt El Vergel består till största delen av jordbruksmark.